# Kang Tongbi
Kang Tongbi en chino 康同璧, en pinyin Kāng Tóngbì, (Nanhai, 5 de febrero de 1888, Pekín, 17 de agosto de 1969) fue una periodista y escritora china.
Kang es hija de Kang Youwei, un reformador chino y figura política de finales de la dinastía Qing y principios de la era republicana.

## Biografía
Kang nació en 1880, en el sur de China. Documentos oficiales en Estados Unidos indican que su nacimiento fue el 5 de febrero de 1888, utilizando el calendario gregoriano.
El padre de Kang fue Kang Youwei y la madre fue Zhang Yunchu, primera esposa de Youwei. La familia de Kang era relativamente rica en la China tradicional. El padre de Kang mantuvo varias esposas y concubinas. Kang Tongbi fue la segunda hija de Zhang Yunchu.
El padre de Kang Tongbi, junto con su discípulo Liang Qichao, fue una de las principales figuras intelectuales detrás del lanzamiento de la reforma política de China por parte del emperador Guangxu en 1898, pero las luchas políticas internas en la corte Qing provocaron que el movimiento de reforma se abortara sumariamente después de 103 días de su inicio, y con una sentencia de muerte contra Kang Youwei. Se apresuró a salir del país con su familia y pasó los siguientes 14 años viajando por el mundo. Como resultado, Kang Tongbi pasó gran parte de su juventud en el extranjero.
El padre de Kang fue un destacado calígrafo que le enseñó pintura y caligrafía china tradicional. Nos han llegado algunas de las pinturas realizadas por Tongbi.
En 1903, Kang vivió en Japón y desde agosto de 1903 se mudó y vivió en los Estados Unidos.
Kang se graduó de la escuela secundaria pública de Hartford, la segunda escuela secundaria pública más antigua de los Estados Unidos.

## Trayectoria
Kang asistió al Radcliffe College y luego al Trinity College en Connecticut, Estados Unidos.
En 1907, Kang fue la primera estudiante asiática en inscribirse en Barnard College. En 1909, Kang obtuvo un título de grado en periodismo del Barnard College en Manhattan, Ciudad de Nueva York, Nueva York.

###### Actividades en China
Hay poca información disponible en inglés sobre la vida de Kang después de que dejó Barnard College, pero se sabe que después de la caída de la dinastía Qing en 1911, regresó a China, donde continuó haciendo campaña por causas del feminismo. Estuvo profundamente involucrada en el movimiento de mujeres en Shanghái, defendiendo los derechos de las mujeres a través de reuniones y discursos.
Kang fue editora y colaboradora importante de Nüxuebao (Educación de la mujer), una de las primeras revistas de mujeres en China.
Después de que el diario cerró, Kang continuó con su cruzada por los derechos de las mujeres. Al igual que su padre, ella tomó una posición en contra de la práctica del vendaje de los pies, el estableciendo y codirigiendo Tianzuhui (Sociedad por los pies al natural) con otras feministas chinas que sirvieron como base de operaciones para sus actividades. Formó parte de los grupos que lucharon por organizar los diversos grupos de mujeres de Shanghái en una Asociación de Mujeres de Shanghái unidas, que solicitó al gobierno nacionalista de Nanjing una nueva constitución bajo el lema "Abajo los señores de la guerra y arriba la igualdad entre hombres y mujeres". Kang Tongbi también es recordada por la biografía que escribió de Kang Youwei, publicada en 1958.

## Vida personal
El esposo de Kang fue Luo Chang, formó parte del personal de la embajada china en Tokio, Japón.
No hay indicios de que el matrimonio fuera organizado por sus respectivas familias, como solía ser el caso entre los chinos de clase alta en ese momento. Tongbi acompañó a su esposo cuando este último fue asignado al consulado chino en Dinamarca, y luego se mudó a los Estados Unidos, donde ya residía su padre.
En 1909, a los veintiún años, Kang dio a luz a una hija, Luo Yifeng. Kang tuvo dos hijos.
En 1911, Kang regresó a China y vivió en China continental después de la revolución comunista en China de 1949. Kang fue encarcelada durante la Revolución Cultural.
El 17 de agosto de 1969, Kang murió en China.

## Galería

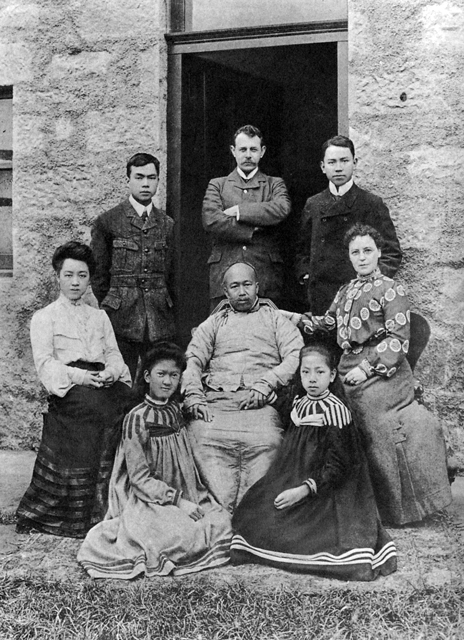
1907 Kang en una foto grupal con su padre y otros

## En la cultura popular
El escritor de ciencia ficción Kim Stanley Robinson representó a un personaje llamado Kang Tongbi en su novela contrafactual Los años del arroz y la sal, una especulación sobre cómo podría haber resultado la historia mundial si la cultura occidental hubiera sido aniquilada por la epidemia de peste del siglo XIV. Se desconoce si la referencia es deliberada.